# Черновицкий мясокомбинат
Черновицкий мясокомбинат — предприятие пищевой промышленности в городе Черновцы Черновицкой области Украины.

## История
Черновицкий мясокомбинат был построен и введён в эксплуатацию в первой половине 1950-х годов в соответствии с пятым пятилетним планом развития народного хозяйства СССР.
Предприятие занималось переработкой мяса и изготовлением мясных полуфабрикатов, а также варёных и копчёных колбасных изделий.
В 1967 году комбинат произвёл 22,4 тонн мяса и 3,6 тонн колбас, которые продавались не только на территории Черновицкой области, но и за её пределами. Позднее предприятие было реконструировано и оснащено новым производственным оборудованием.
В целом, в советское время мясокомбинат входил в состав Черновицкого областного производственного объединения мясной промышленности и являлся одним из ведущих предприятий города.
После провозглашения независимости Украины государственное предприятие было преобразовано в арендное предприятие.
В мае 1995 года Кабинет министров Украины утвердил решение о приватизации комбината, в октябре 1995 года было утверждено решение о приватизации Черновицкого производственного объединения мясной промышленности.
В дальнейшем, арендное предприятие было реорганизовано в открытое акционерное общество. 